# Списак владара Аргоса
Ово је списак владара Аргоса.

## Инахиди
- Инах
- Форонеј, Инахов син
- Апис, син Форонеја
- Аргос (XVIII век п. н. е.-око 1650. године. п. н. е.), син Зевса, назвао је државу којом је владао по себи
- Кријас (око 1650. године п. н. е.-око 1600. године п. н. е.), син Аргоса
- Форбант (XVI век п. н. е.), син Аргоса
- Триоп (XVI век п. н. е.), син Форбанта
- Јас (XVI век п. н. е.), син Аргоса или Форонеја
- Агенор (XVI век п. н. е.), син Триопа
- Кротоп (XVI век п. н. е.), син Агенора
- Стенел I (XVI век п. н. е.)
- Пелазг (XVI век п. н. е.), син Стенела, абдицирао је у корист Данаја

## Данајиди
- Данај (XVI век п. н. е. и XV век п. н. е.), син египатског краља Бела

## Египтиди
- Линкеј (XV век п. н. е.), син Египта, убио је Данаја и оженио се његовом кћерком Хипермнестром
- Абант (XIV век п. н. е.), син Линкеја
- Прет (XIV век п. н. е.), син Абанта, прво је био краљ Аргоса, али је касније оставио Аргос брату Акрисију и основао град Тиринт
- Акрисије (XIV век п. н. е.), син Абанта
- Персеј (XIV век п. н. е.), син Зевса и Акрисијине кћерка Данаје
- Мегапент (XIV век п. н. е.), син Прета, први је владао Тиринтом док није заменио краљевства са Персејом, тако је Мегапент добио круну Аргоса
- Аргеј (XIV век п. н. е. и XIII век п. н. е.), син Мегапента
- Анаксагор (XIII век п. н. е.), син Мегапента, према договору који је постигнут још за време Прета Анаксагор је дао једну трећину свог краљевства Претовом зету Меламподу, док је другу трећину дао Мелампондовом брату Бијанту. Анаксагор је тако само престолницу и њену околину задржао за себе.
- Алектор (XIII век п. н. е.), син Анаксагора
- Ифид (XIII век п. н. е.), син Алектора
- Стенел II (XIII век п. н. е.), син Персеја, повратио је део Аргоса дат Меламподу
- Килараб (XII век п. н. е.), син Стенела, повратио је део Аргоса дат Бијанту

### Меламподова династија
- Мелампод (1297-1280. г. п. н. е.)
- Антифат (1280-1262. г. п. н. е.), син Мелампода
- Оикле(1262-1246 г. п. н. е.), син Антигата
- Амфијарај (XIII век п. н. е.), син Оиклеа
- Амфилох (XIII век п. н. е.), син Алкмеона, предао свој део краљевства Стенелу

### Бијантова династија
- Бијант (1297-1280 г. п. н. е.)
- Талај (1280-1263 г. п. н. е.), син Бијанта, један од Аргонаута
- Адраст (1237-1210 г. п. н. е. и XII век п. н. е.), син Талаја
- Диомед (1210-1191 г. п. н. е.), Адрастов унук по мајци, Егиалејов и Кијанипов савладар
- Егиалеј (1210-1191 г. п. н. е.), Адрастов син, Диомедов и Кијанипов савладар
- Кијанип (1191-1181 г. п. н. е.), Адрастов син, Диомедов и Егиалејов савладар, умро је без потомства, па је Килараб освојио његове поседе

## Пелопиди
- Орест (1163-1156 п. н. е.), син краља Агамемнона од Микене, био је поред Аргоса, краљ Микене и Спарте
- Тисамен (1156-1103 г. п. н. е.), син Ореста од кога је наследио круну Аргоса, Микене и Спарте

## Хераклиди
- Темен (1103-1090 г. п. н. е.), син Аристомаха или Клеодаја
- Дејфонт (1090 г. п. н. е.), Теменов зет, Кисов савладар и узурпатор
- Кис (1090-1044 г. п. н. е.), Теменов син, Дејфонтов савладар и узурпатор
- Медонт од Арагоса (1044-990 г. п. н. е.), Теменов син, Дејфонтов савладар и узурпатор